# آدم‌ربایی سریع‌السیر
آدم‌ربایی سریع‌السیر (انگلیسی: Secuestro Express) یک فیلم در ژانر درام و جنایی به کارگردانی جوناتان یاکوبوویچ است که در سال ۲۰۰۵ منتشر شد. از بازیگران آن می‌توان به میا مایسترو و روبن بلیدز اشاره کرد.